# 코리아 익스프레스 에어
코리아 익스프레스 에어(영어: Korea Express Air)는 대한민국의 소형항공운송사업자였다.

## 역사
한서대학교의 산학협력법인으로서 '한서우주항공'이라는 이름으로 출발하였으며, 국내 최초의 에어택시 항공사를 표방하며 운항을 개시하였다. 2010년 8월 국내선 운항을 모두 중지하였고, 김포 및 김해공항에서 일본 쓰시마시의 쓰시마 공항까지 운항하는 국제 노선을 전세기로 운항하기도 하였다. 2012년 5월 3일부터 양양국제공항을 기점으로 한 국내선 3개를 운영하기 시작했으나, 탑승률 저조로 김포노선은 종료하였고, 2013년 말에는 쓰시마 공항을 중심으로 운항하던 국제선도 종료하였다. 이후 양양 ~ 부산 및 양양 ~ 광주 노선만 운항하다가 2015년 3월 두 노선의 운항을 2016년 1월까지 잠정 중단하였다. 2016년 2월 4일 50인승 여객기인 엠브라에르 ERJ-145를 도입해 양양~부산 노선 운항을 시작으로 양양 ~ 제주 노선도 운항하고 있었다. 그러나 플라이강원의 취항으로 인한 타격 및 강원도와의 갈등, 경영난 악화 등으로 인하여 2019년 12월 31일부터 모든 노선이 무기한 중단되었지만 경영진을 교체한 후 2020년 3월 29일 양양 ~ 부산 노선을 시작으로 재취항하기로 했지만 성사되지 못하고 2020년 5월 28일 서울지방항공청에 휴업신고를 하였다.

## 연혁

### 2000년대

#### 2005년
- 한서우주항공 설립

#### 2009년
- 한서우주항공에서 코리아 익스프레스 에어로 개명
- 7월 27일 ~ 8월 30일: 대구 - 쓰시마 전세기 운항[2]
- 8월 15일 ~ 9월 13일
  - 서울(김포) - 양양 시범 운항
  - 부산 - 양양 시범 운항[3]
- 9월 10일
  - 서울(김포) - 양양 정기 운항
  - 부산 - 양양 정기 운항[4]
- 9월 5일: 부산 - 쓰시마 신규취항
- 10월 5일: 서울(김포) - 쓰시마 신규취항[5]

### 2010년대

#### 2010년
- 6월 1일: 서울(김포) - 양양 단항
- 7월 1일: 서울(김포) - 양양 재취항
- 8월 1일: 모든 국내선 노선 폐지

#### 2011년
- 10월 11일 ~ 11월 10일 : 사천 - 제주 주 6회 부정기 운항[6]

#### 2012년
- 5월 3일
  - 양양 - 서울(김포) 신규취항
  - 부산(주 14회), 광주 신규취항
- 9월 25일
  - 양양 - 서울(김포) 단항
  - 양양 ~ 부산 주 4회 증편

#### 2015년
- 2월 28일
  - 양양 - 부산 단항
  - 양양 - 광주 단항

#### 2016년
- 1월 19일: 양양 - 부산 신규취항
- 2월 4일: 양양 - 부산 재취항
- 12월 1일: 양양 - 기타큐슈 전세편 신규취항

#### 2017년
- 10월 13일: 무안 - 기타큐슈 전세편 신규취항
- 9월 30일: 무안 - 돗토리 전세편 신규취항

#### 2018년
- 1월 5일: 무안 - 와카야마 전세편 신규취항
- 3월 27일: 무안 - 기타큐슈 신규취항
- 5월 13일: 양양 - 기타큐슈 신규취항
- 8월 10일: 양양 - 무안 신규취항

#### 2019년
- 7월 3일: 김포 - 쓰시마 정기성 전세편 취항 (운항보류)
- 12월 31일: 전 노선 무기한 운항 중단

### 2020년대

#### 2020년
- 3월 29일: 양양 - 부산 재취항
- 5월 28일: 서울지방항공청에 휴업신고

## 운항 노선
|  | 허브        |
|  | 취항 예정지 |
|  | 전세편 노선 |
|  | 단항 노선   |

| 도시                                                                  | 공항 IATA     | 공항 ICAO                                                 | 공항 이름 | 비고 | 운항 횟수                    |
| --------------------------------------------------------------------- | ------------- | --------------------------------------------------------- | --------- | ---- | ---------------------------- |
| 서울/김포 \|\| align=center\|GMP\|\|align=center\|RKSS \|\| 김포      | [ 7 ]         |                                                           |           |      |                              |
| 광주 \|\| align=center\|KWJ \|\| align=center\|RKJJ \|\| 광주         | [ 8 ]         | 주 7회 운항, 양양국제공항 발                              |           |      |                              |
| 대구 \|\| align=center\|TAE \|\| align=center\|RKTN \|\| 대구         | [ 9 ]         | 주 3회 운항, 쓰시마 공항 행                               |           |      |                              |
| 무안 \|\| align=center\|MWX \|\| align=center\|RKJB \|\| 무안         |               | 주 3회 운항, 양양국제공항 발                              |           |      |                              |
| 부산/김해 \|\| align=center\|PUS\|\|align=center\|RKPK \|\| 김해      | [ 10 ] [ 11 ] | 주 3회 운항, 양양국제공항 발                              |           |      |                              |
| 양양 \|\| align=center\|YNY \|\| align=center\|RKNY \|\| 양양         | 허브          |                                                           |           |      |                              |
| 제주 \|\| align=center\|CJU \|\| align=center\|RKPC \|\| 제주         | [ 12 ]        | 일 2회 운항, 양양국제공항 발                              |           |      |                              |
| 진주 \|\| align=center\|HIN \|\| align=center\|RKPS \|\| 사천         | [ 13 ]        | 주 6회 운항, 제주국제공항 행                              |           |      |                              |
| 기타큐슈 \|\| align=center\|KKJ \|\| align=center\|RJFR \|\| 기타큐슈 | [ 14 ]        | 주 3회 운항, 양양국제공항 발 주 3회 운항, 무안국제공항 발 |           |      |                              |
| 돗토리                                                                | TTJ           | RJOR                                                      | 돗토리    |      | 주 3회 운항, 무안국제공항 발 |
| 쓰시마 \|\| align=center\|TSJ \|\| align=center\|RJDT \|\| 쓰시마     | [ 15 ] [ 16 ] | 주 3회 운항, 김포국제공항 발 주 3회 운항, 대구국제공항 발 |           |      |                              |
| 와카야마                                                              | SHM           | RJBD                                                      | 와카야마  |      | 주 2회 운항, 무안국제공항 발 |

## 보유 기종
- 코리아 익스프레스 에어는 운항중단 전까지 다음과 같이 보유하고 있었다.

## 같이 보기
- 대한민국의 교통
- 대한민국의 기업 목록
- 대한민국의 항공사 목록
- 대한민국의 공항